# Bataille du sud de Henan
 (signalé en mai 2025).
Si vous disposez d'ouvrages ou d'articles de référence ou si vous connaissez des sites web de qualité traitant du thème abordé ici, merci de compléter l'article en donnant les références utiles à sa vérifiabilité et en les liant à la section « Notes et références ».
- Archive Wikiwix
- Bing
- Cairn
- DuckDuckGo
- E. Universalis
- Gallica
- Google
- G. Books
- G. News
- G. Scholar
- Persée
- Qwant
- (zh) Baidu
- (ru) Yandex
- (wd) trouver des œuvres sur Wikidata

Guerre sino-japonaise (1937-1945),
Seconde Guerre mondiale
Batailles
Seconde Guerre mondiale : batailles de la Guerre sino-japonaise
- Incident du pont Marco-Polo
- Shanghai
- Taiyuan
- Xinkou
- Pingxingguan
- Taierzhuang
- Xuzhou
- Nankin
  - bataille
  - massacre
- lac Khassan
- Wuhan
- Nanchang
- Khalkhin Gol
- Suixian-Zaoyang
- Changsha (1re)
- Guangxi
- Henan
- Zaoyang-Yichang
- Cent Régiments
- Shanggao
- Sud-Shanxi
- Changsha (2e)
- Pacification du Mandchoukouo
- Changsha (3e)
- Hubei
- Changde
- Ichi-Go
- Changsha (4e)
- Guilin-Liuzhou
- Reconquête chinoise

Guerre du Pacifique
Front d'Europe de l'ouest
Front d'Europe de l'est
Campagnes d'Afrique, du Moyen-Orient et de Méditerranée
Bataille de l'Atlantique
Théâtre américain
La Bataille du sud de Henan opposa en 1941, l'Armée nationale révolutionnaire chinoise et l'Armée impériale japonaise pendant la guerre sino-japonaise.
Les Japonais, attachés à réduire la résistance chinoise, attaquèrent les troupes nationalistes. Le général Li Zongren, plutôt que de confronter directement des troupes japonaises mieux armées, choisit une stratégie consistant à attaquer les Japonais sur deux fronts à la fois, les obligeant à scinder leurs groupes, devenant ainsi plus vulnérables à de nouvelles attaques. Des offensives coupèrent les transports de troupes et de matériels japonais, empêchant tout renfort et permettant à l'armée chinoise d'anéantir les forces japonaises présentes sur place.